# Walter Chandoha
Walter George Chandoha (Bayonne, 30 de novembro de 1920 – Annandale, 11 de janeiro de 2019) foi um fotógrafo norte-americano. Ficou mundialmente conhecido por suas fotos de gatos. Durante 70 anos de carreira, se dedicou a fotografar felinos nas mais diversas situações. Dedicou-se a fotografar além dos gatos também frutas, verduras, flores, além de cenas da cidade de Nova Iorque. 
Do seu acervo de mais de 225 mil fotografias, cerca de 90 mil são apenas de gatos. Suas fotos foram usadas como inspiração para vários artistas, como Andy Warhol.

## Biografia
Walter nasceu em Bayonne, Condado de Hudson, em Nova Jérsei, em 1920. Seus pais eram Sam e Pauline Chandoha, imigrantes ucranianos. Começou a fotografar em casa, com a câmera Kodak da família. Logo em seguida entrou para um clube de fotografia em sua cidade, onde aprendeu a trabalhar na sala escura. Leu todo e qualquer livro de fotografia que parasse em sua mão. Depois de concluir o ensino médio, tornou-se assistente do ilustrador Leon de Voss.

## Carreira
Walter foi convocado pelo Exército durante a Segunda Guerra Mundial, onde serviu como fotógrafo para a imprensa militar e depois como fotógrafo de combate na Guerra do Pacífico. Depois da guerra, em 1946, ele se matriculou em um curso superior de Marketing e em 1949 se formou na New York University Stern School of Business e no mesmo ano se casou com Maria Ratti e o casal se mudou para o bairro do Queens, em Nova Iorque.
Foi também em 1949 que Walter, voltando à noite para casa, encontrou um gatinho abandonado e tremendo na neve. Levou o animal para casa, limpou e alimentou e começou a tirar fotos do seu novo animal de estimação, a quem chamou de Loco. Isso o inspirou a ajudar o abrigo de animais local para ajudar nas adoções dos animais abandonados e acabou catapultando sua carreira internacionalmente com suas fotos de gatos.
Logo Walter se tornaria especializado em fotos de gatos. Suas fotografias estamparam mais de 300 capas de revistas e milhares de campanhas publicitárias envolvendo animais. Walter foi o autor de pelo menos 34 livros e teve suas fotos expostas em várias galerias e museus.
| “ | Gatos são meu animal favorito, por causa de sua gama ilimitada de atitudes, posturas, expressões e cores. | ” |

A família Chandoha teve vários gatos ao longo da vida depois da morte de Loco e Maddie era a última companheira de Walter. Cerca de quatro gatos conviviam na casa de Walter e da esposa, todos servindo de inspiração para as fotografias de Walter. Era comum que os seis filhos do casal, Chiara, Paula, Maria, Fernanda, Enrico e Sam, fossem fotografados e interagindo com os gatinhos.
Depois da morte da esposa em 1992, Walter se concentrou em fotos de paisagens. Como ela era sua ajudante no estúdio, Walter não queria mais trabalhar sozinho. Começou a tirar fotos de seu jardim e de seus gatos do lado de fora da fazendo da família. Walter conhecia várias espécies de plantas e flores pois sua esposa era formada em botânica pela Universidade Rutgers. Em 3 de janeiro de 1997, seu filho Enrico Chandoha morreu.

## Morte
Walter e a família eventualmente se mudaram para a cidade de Annandale, em Nova Jérsei, onde o casal criou os filhos e o gatinho Loco, além de outros gatos que a família teria. Walter morreu em 11 de janeiro de 2019, em sua casa em Annadale, aos 98 anos, na companhia de sua última gata, Maddie. Deixou cinco filhos e três netos. Vinha trabalhando com a editora Taschen na publicação de um livro memória com suas melhores fotos de gatos, mas morreu antes do lançamento.

## Obras selecionadas
- Walter Chandoha's Book of Kittens and Cats
- Walter Chandoha's Book of Puppies and Dogs
- How to Photograph Cats, Dogs, and Other Animals
- How to Shoot and Sell Animal Photos
- All Kinds of Cats
- Mind Your Manners!